# Собор Святой Троицы (Гибралтар)
Собор Святой Троицы — собор Церкви Англии в диоцезе Гибралтара в Европе. Расположен на Соборной площади (Cathedral Square), иногда называется просто Гибралтарским собором, хотя это может вызвать путаницу с собором Святой Марии Коронованной, принадлежащим католической епархии Гибралтара. Характерной чертой Собора Святой Троицы является неомавританский стиль архитектуры, особенно выраженный использованием подковообразных арок. Этот архитектурный стиль, вдохновленный мавританской архитектурой, связан с мавританским периодом в истории Гибралтара.

## История

### XIX век
Церковьпервоначально предназначалась для удовлетворения потребностей гражданской части англиканской общины Гибралтара, так как Королевская часовня главным образом использовалась военными. Джон Питт, граф Чатем, который прибыл в Гибралтар в качестве губернатора в 1820 году убедил британское правительство продать заброшенный дом и использовать деньги, чтобы построить церковь.
Строительные работы начались в 1825 году и продолжалось до 1832 года. Автор проекта неизвестен; работы проводил полковник Пилкингтон из Королевских инженеров. Частично построенное здание некоторое время использовалось в качестве госпиталя во время эпидемии желтой лихорадки.
Церковь была освящена в 1838 году архидиаконом Эдвардом Барроу в присутствии вдовствующей королевы Аделаиды, супруги Вильгельма IV. В 1842 году, одновременно с созданием Гибралтарского диоцеза, храму был присвоен статус собора. Первым гибралтарским англиканским епископом стал Джордж Томлинсон.

### XX век
Во время Второй мировой войны собор практически не пострадал. После окончания войны епископ Гарольд Бакстон выступил с обращением к англиканам с просьбой «сказать спасибо Мальте и Гибралтару». Пожертвования были направлены на ремонт Собора Святого Павла на Мальте и Собора Святой Троицы в Гибралтаре. Благодаря финансированию были построены новое собрание прихожан и второй, южный, придел собора, посвященный Святому Георгию, в память о тех, кто погиб в Средиземном море во время войны. Камень из Собора в Ковентри, который был разрушен во время бомбардировок Англии, был вмурован в стену позади купели. Это был небольшой камень с крестом.
В результате взрыва RFA Bedenham 27 апреля 1951 года собору был нанесён существенный ущерб, в том числе сорвана крыша и разбит витраж. Окна на боковых фасадах здания были заново застеклены обычным стеклом, осколки цветного стекла собраны и использованы при создании нового витража, который расположился в восточной стене над алтарем. Собор требовал масштабных ремонтных работ и не использовался до Рождества 1951 года.

## Галерея

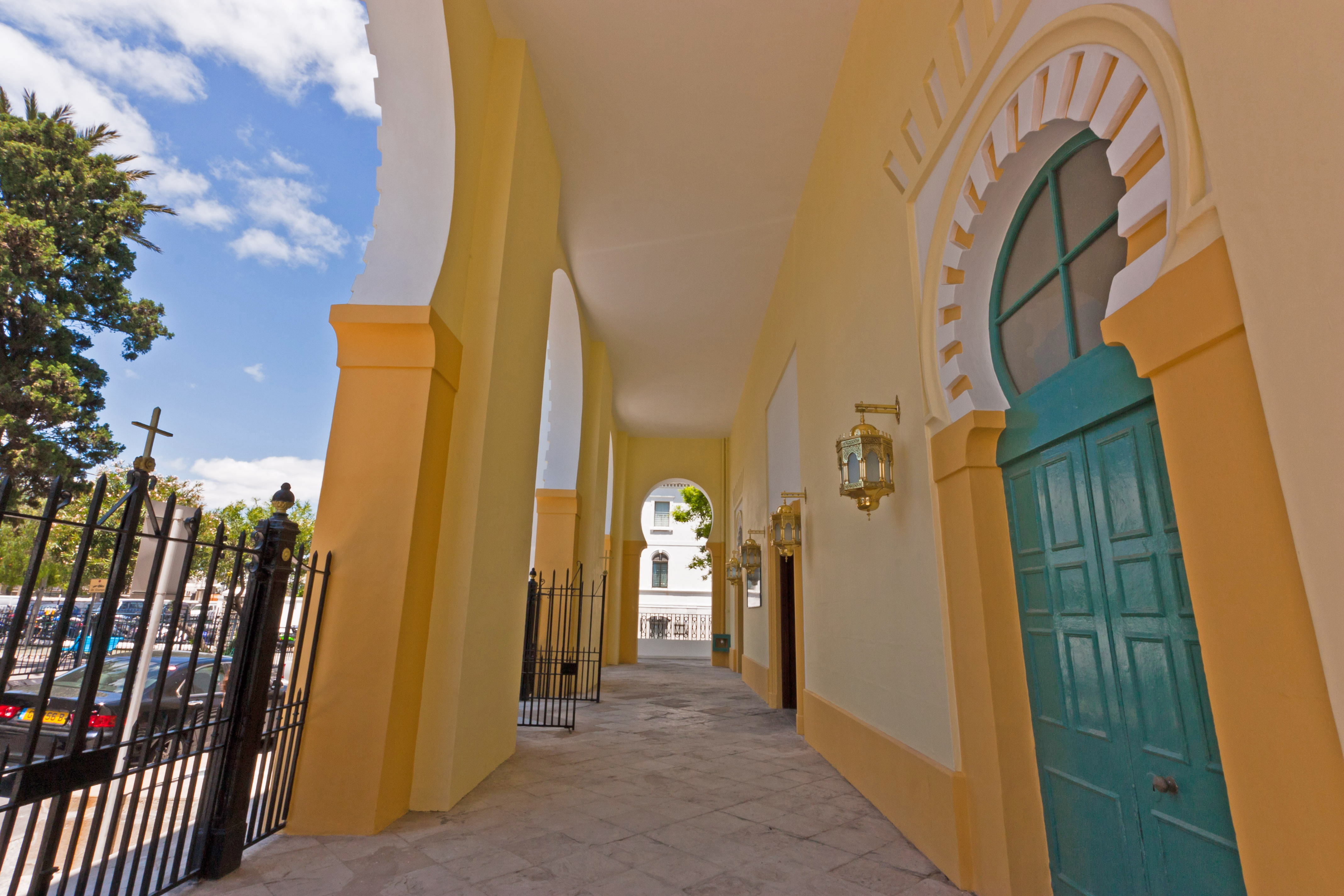
Портик.
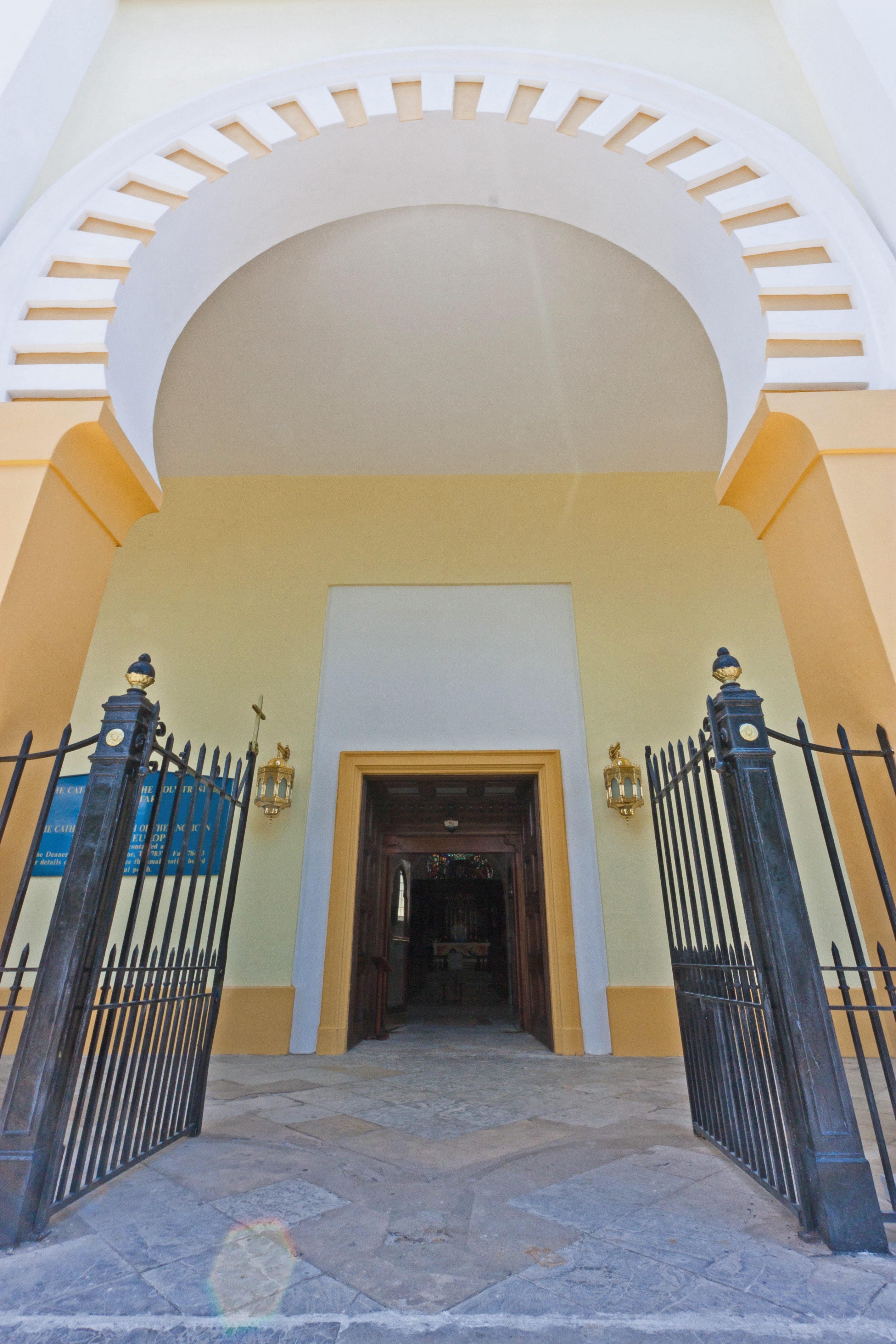
Центральный вход
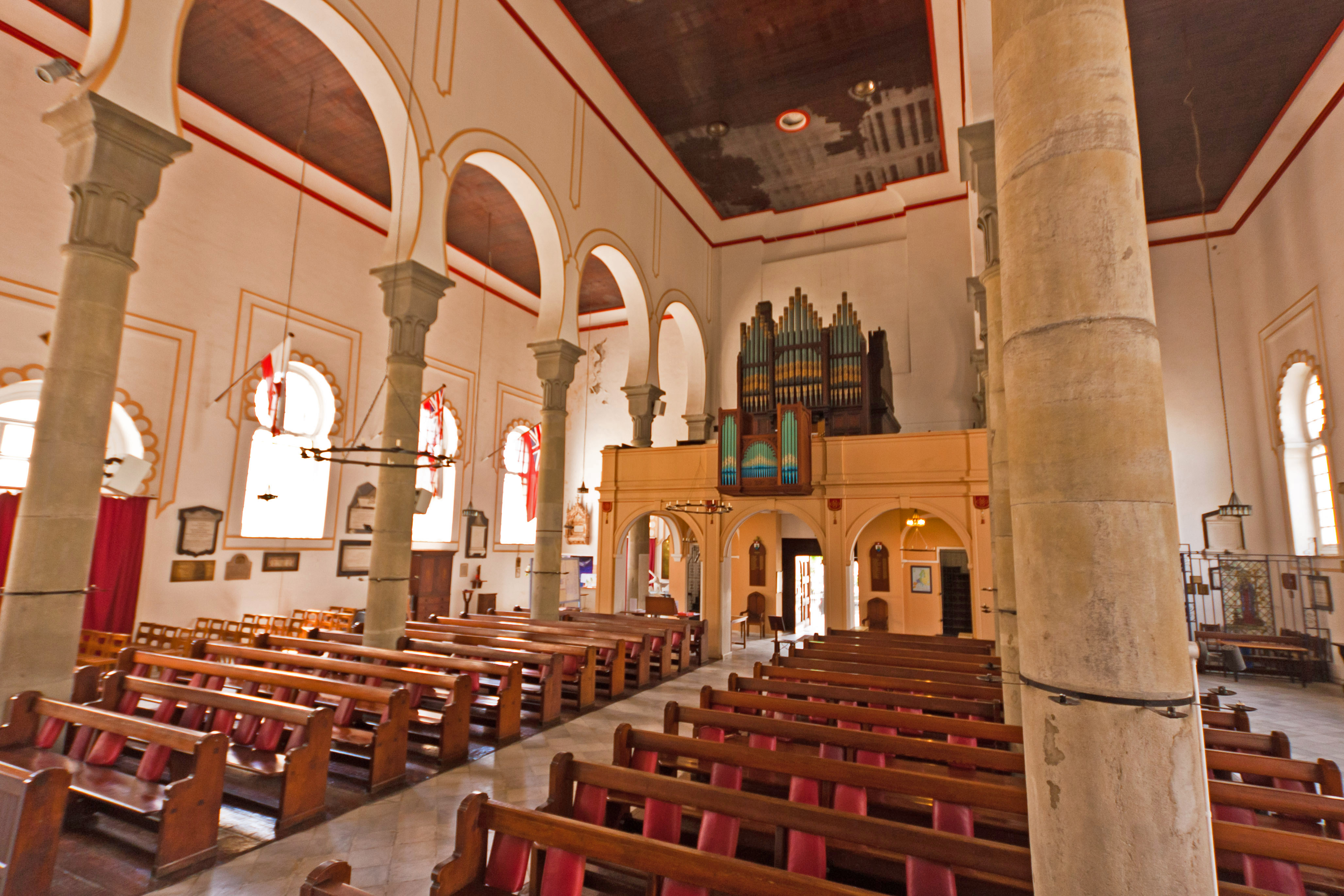
Неф
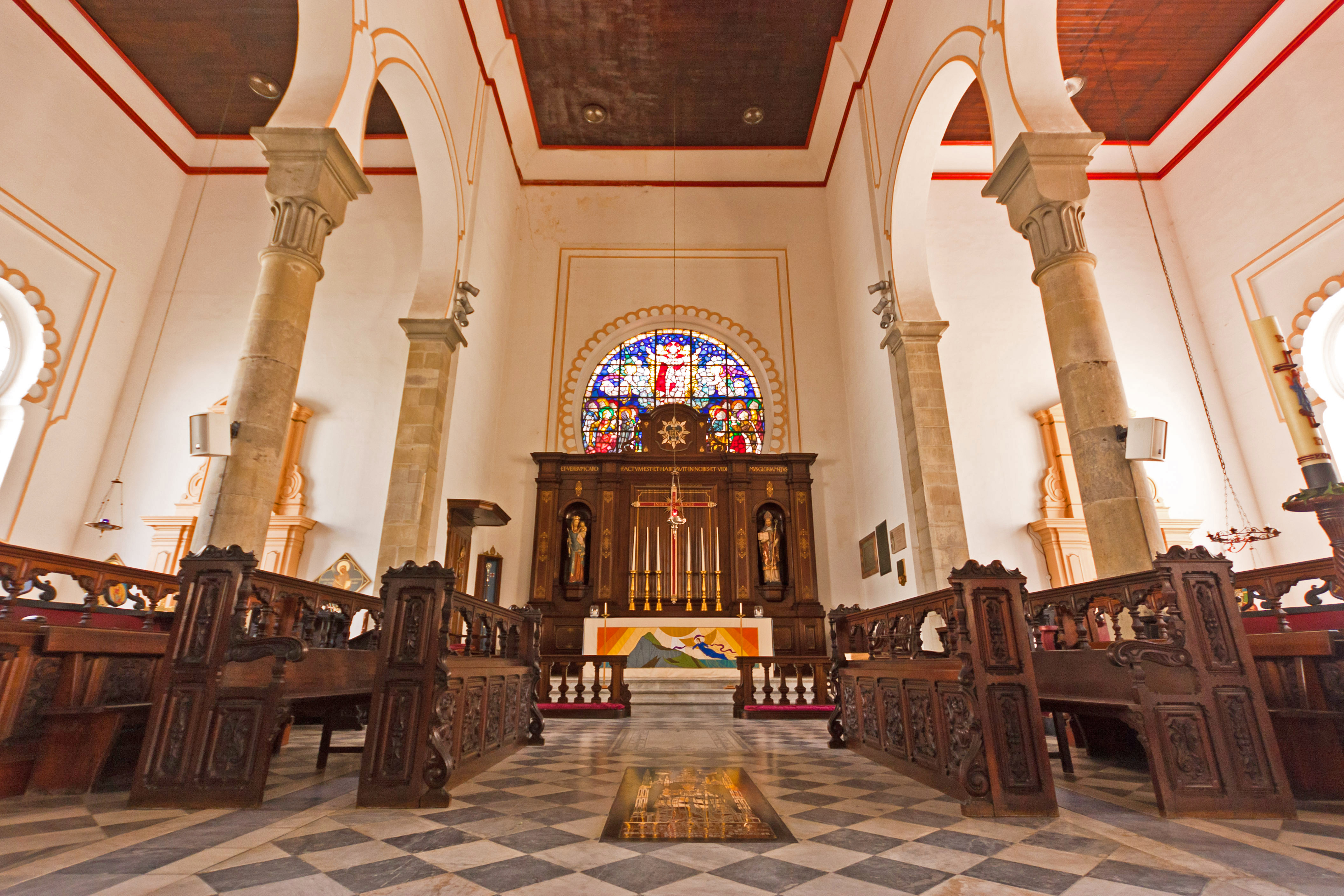
Вима
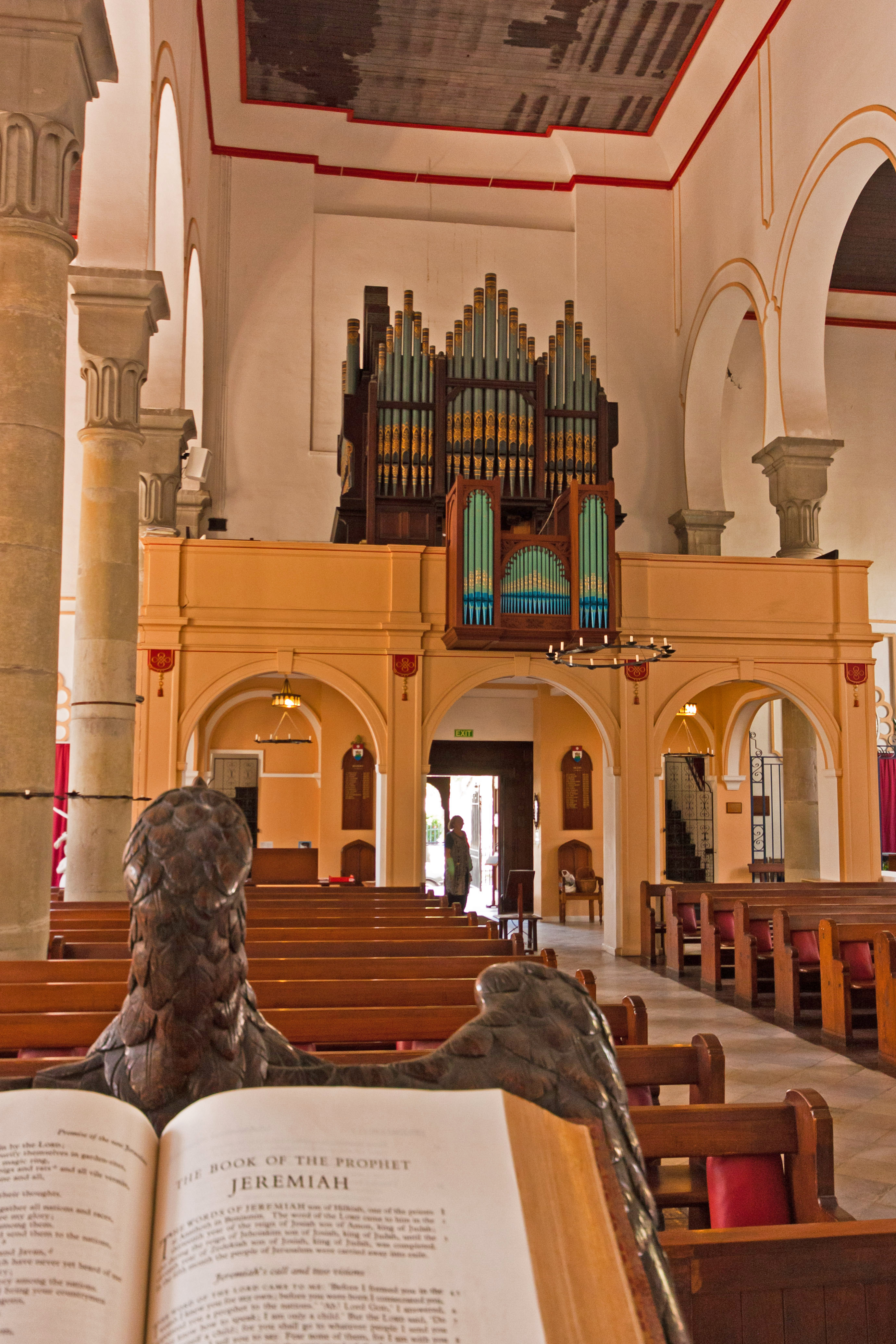
Аналой и орган
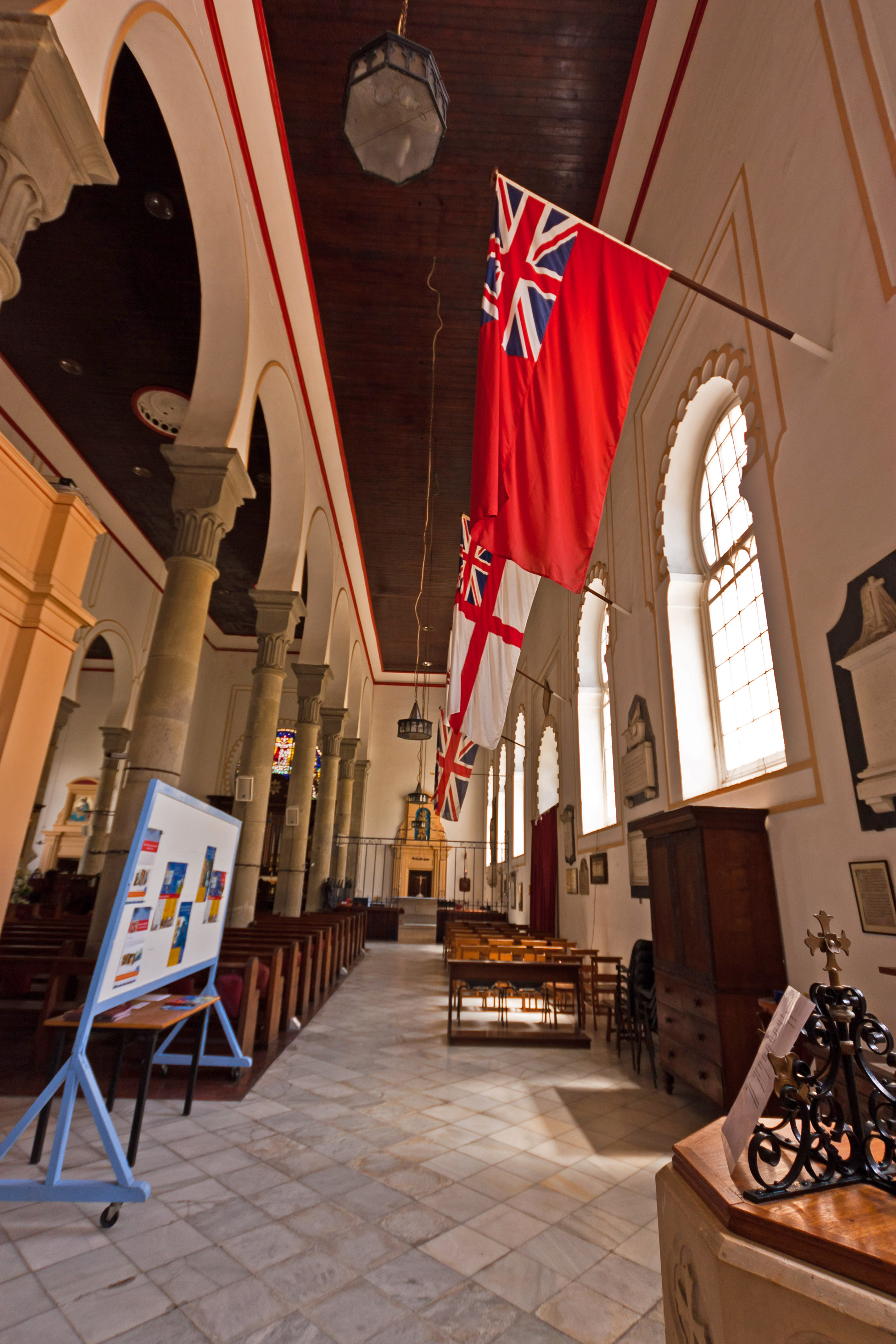
Южный придел